# Pauline Martin (actrice)
Pour les articles homonymes, voir Pauline Martin.
Pauline Martin, née le 19 avril 1952 à Trois-Pistoles au Bas-Saint-Laurent, est une actrice québécoise.

## Biographie

### Jeunesse et études
Elle grandit au sein d'une famille de huit enfants. Son père, voyageur de commerce, chantait dans ses temps libres. Sa mère était également pianiste. À l'âge de deux ans, elle déménage avec sa famille à Québec, puis elle s'installe définitivement à Chicoutimi en 1956,. 
Attirée par le dessin, Pauline Martin étudie dans un premier temps en arts visuels au Cégep de Jonquière. Toutefois, ses professeurs l'incitent à se diriger vers le théâtre. Elle participe à un camp de théâtre à Orford où elle a pour professeurs Guy Hoffmann, Jacques Zouvi et Raymond Cloutier. Remarquant le talent de la jeune fille, les trois comédiens lui proposent de la faire entrer au conservatoire, sans passer d'audition. Intimidée par l'idée de quitter sa région natale pour s'installer à Montréal, Pauline Martin finit par refuser l'offre. 
En 1970, elle anime l'émission Mon œil avec Joël Le Bigot à la radio de Radio-Canada. Puis, décidant finalement de poursuivre dans la voie du théâtre, elle s'inscrit en théâtre au Cégep Lionel-Groulx de Sainte-Thérèse. Elle obtient son diplôme en 1973.
Elle joue dans Les Belles-sœurs de Michel Tremblay. Elle également dans Bachelor, une pièce écrite par Louis Saia, Louise Roy et Michel Rivard,. Douée pour la comédie, à la fin des années 1970, elle se tourne vers la télévision où elle joue régulièrement des rôles comiques, en particulier des femmes énergiques et déjantées. Elle apparaît notamment dans les émissions de sketchs Samedi de rire et Samedi P.M., ainsi que dans plusieurs Bye Bye durant les années 1980.

## Filmographie
- 1978 : Une amie d'enfance : Angèle Meilleur-Maheux
- 1980 : Le Château de cartes : Arpège
- 1989 : Jésus de Montréal : Chroniqueuse radio
- 2007 : Continental, un film sans fusil : Nicole

## Télévision
- 1976 : Grand-Papa (série télévisée) : Lili
- 1976 : Une fenêtre dans ma tête (série télévisée) : co-animatrice[7]
- 1977 : Monsieur Zéro de Victor-Lévy Beaulieu (téléthéâtre) : Dre Perron[8]
- 1978 : Du tac au tac : Viviane Pigeon
- 1978 : Duplessis (feuilleton TV) : Monique Thivierge
- 1979 : Siocnarf (série fantastique)
- 1980 : Frédéric (série TV) : Yvonne
- 1980 : L'Ingénieux Don Quichotte : Flora Parfumo
- 1982 : Métro-boulot-dodo (série TV) : Chantal Cardinal
- 1982 : Vaut mieux en rire : rôles variés
- 1983-1989 : Minibus (émission jeunesse) : rôles variés[9]
- 1984 : Vendredi chaud : Bachelor (téléthéâtre) : Dolorès
- 1985 : Tit-Coq de Gratien Gélinas (téléthéâtre)[10]
- 1985 : L'Agent fait le bonheur (série TV) : Dolorès Poitros
- 1985-1989 : Samedi de rire (sketchs)
- 1989-1992 : Samedi P.M. (sketchs)
- 1989-1991 : Super sans plomb (série télévisée) : Béatrice
- 1989-1993 : Robin et Stella : Simone Vidéotango
- 1993 : Avec un grand A : Bye mon grand : Thérèse
- 1995-1997 : Moi et l'autre : Mme Rancourt
- 1996 : Majeurs et vaccinés : Mme Matte
- 1996 : Virginie (série TV) : Suzanne Simoneau
- 1997-1999 : Sauve qui peut! : Odette Bélanger
- 2001 : Avoir su... (série TV) : Ginette
- 2005 : Le Négociateur (série TV) : Florence Cloutier
- 2006 : Les Hauts et les Bas de Sophie Paquin (série TV) : Mme Théberge
- 2010 : Tranches de vie (série télévisée) : Murielle
- 2013-2017 : Mémoires vives : Thérèse Rioux
- 2014 : Les Pêcheurs : elle-même
- 2015-2017 : L'Auberge du chien noir : Marie Pelland
- 2018 : Ari Cui Cui : Dre Rolala